# 大阪市立育和小学校

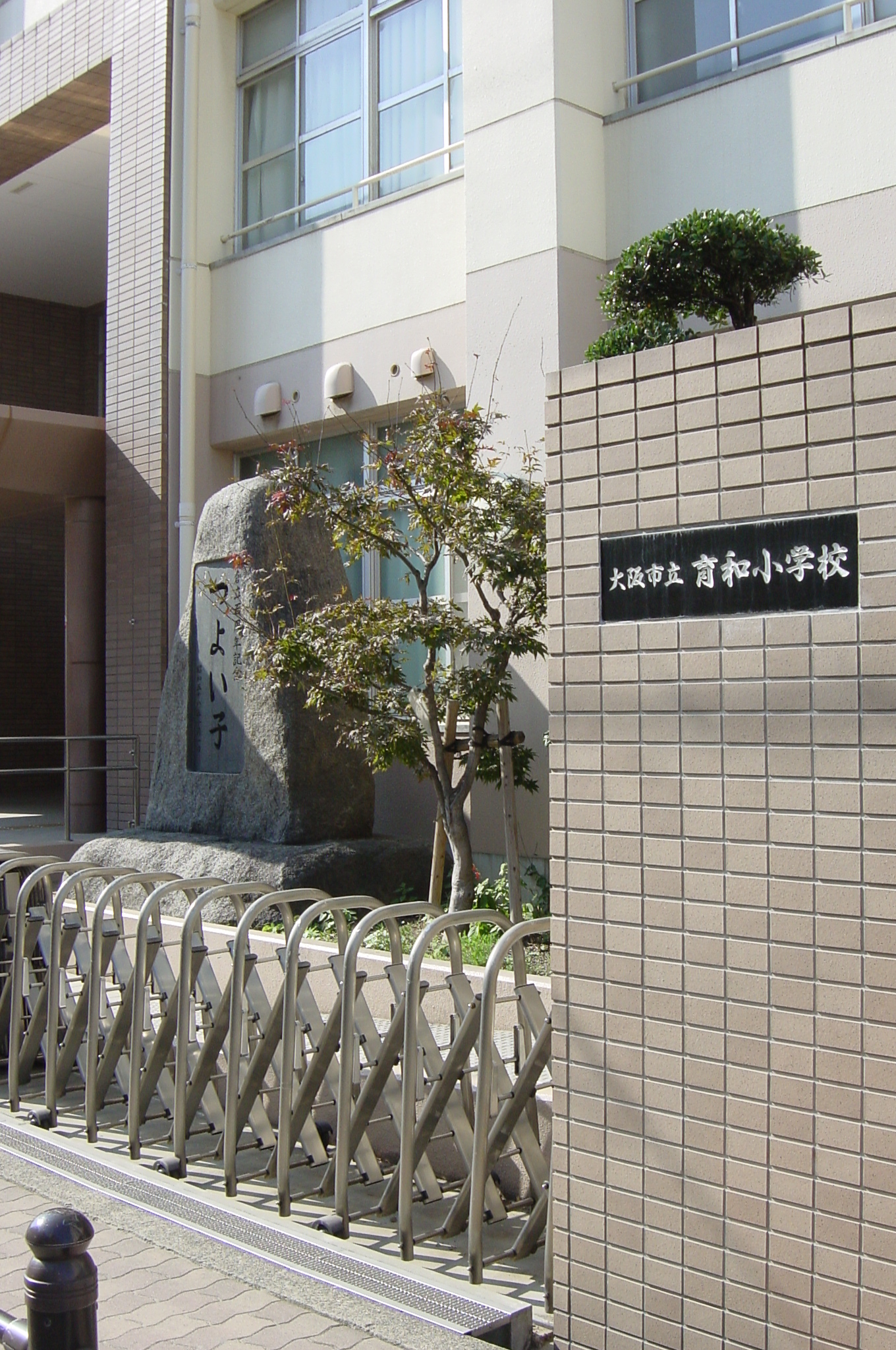
正門

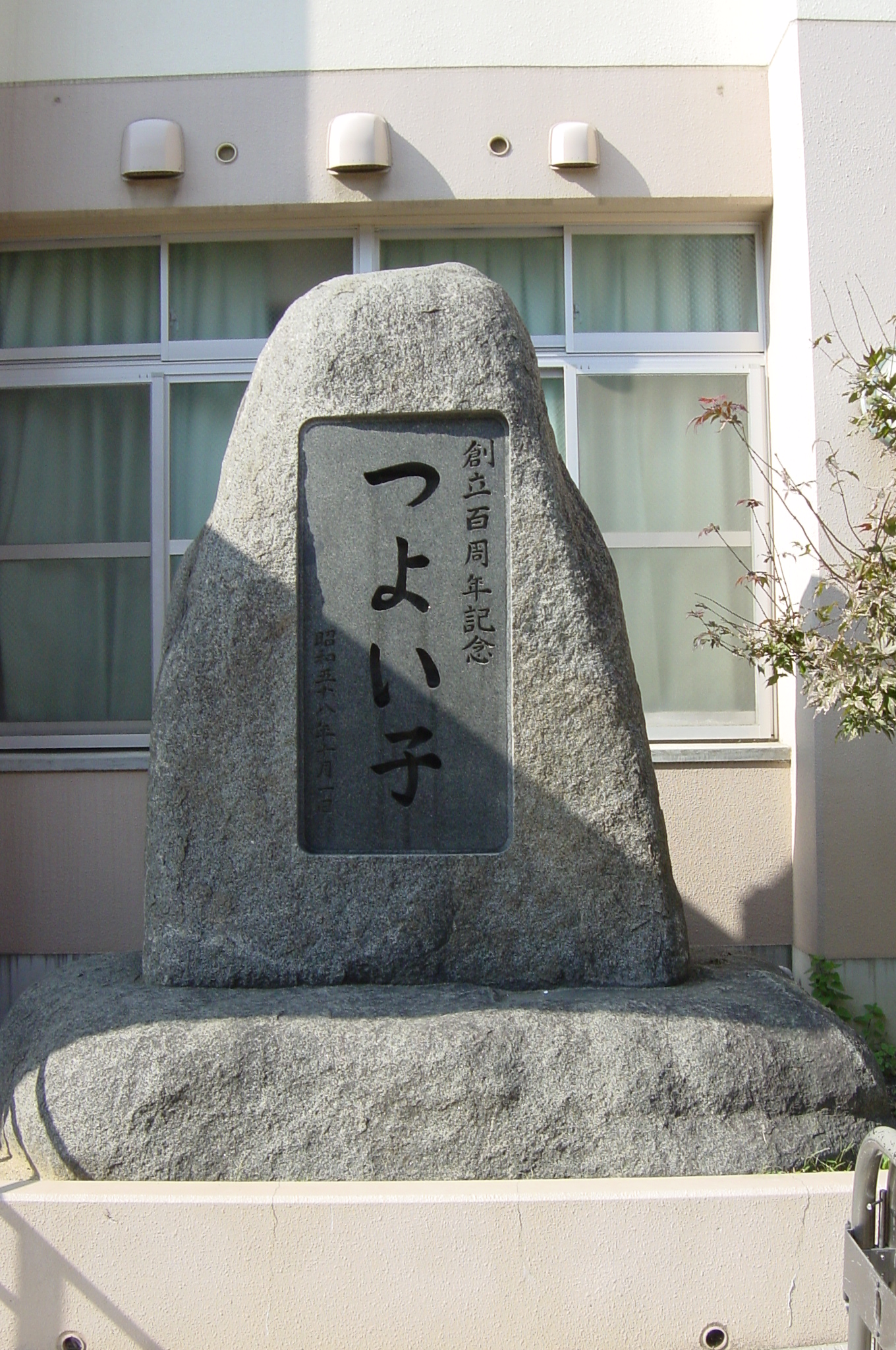
創立百周年記念碑
「つよい子」

大阪市立育和小学校（おおさかしりつ いくわ しょうがっこう）は、大阪府大阪市東住吉区にある公立小学校。

## 概要
校名の「育和」は、校名制定当時の校区が今川・今林・杭全（くまた）・桑津の4地域（旧東成郡北百済村）だったことで、今川・今林の頭文字「い」と杭全・桑津の頭文字「く」から「育（いく）」とし、校区の4地域が和するという意味を込めた「和」を組み合わせて名付けられている。また校名には、児童があたたかく育ってほしいという願いも込められている。
1875年に開校し、1893年に現在地に移転している。

## 沿革
明治時代初期の学制発布（1872年）を受け、1872年11月に住吉郡今林村・今在家村（現在の今川）・新在家村（現在の杭全）を含む13ヶ町村が合同で、平野泥堂町240番地（現在の平野区平野宮町1丁目）・下総国古河藩陣屋敷跡に第三大学区第三中学区住吉郡第一学区小学校（現在の大阪市立平野小学校）が設置された。
その後第一番小学校（平野小学校）より分離する形で、今林村・今在家村・新在家村の3ヶ村が合同で学校を設置することになった。1875年5月に今林村・今在家村・新在家村を校区とする住吉郡第八番小学校が開校した。第八番小学校は新在家村76番地・源光寺本堂に置かれた。1877年には住吉郡公立新在家小学校と称した。
1883年2月には桑津村にあった住吉郡公立桑津小学校を合併し、今林・今在家・新在家・桑津の4村が校区となった。
今林・今在家・新在家・桑津の4村は1889年の町村制施行の際に合併して住吉郡（1896年郡の合併で東成郡）北百済村となり、旧村は北百済村の大字となった。
学校は簡易教場や簡易小学校などへの改編を経て、1892年の小学校令により住吉郡北百済尋常小学校となった。高等科は設置せず、地域在住の高等科児童は、近隣の町村と合同で設置された杭全高等小学校へ通学していた。
1895年11月より北百済村大字新在家902番地（現在地）での校舎建設工事が始まった。1896年4月7日に校舎落成式を実施し、現在地への移転が完了した。
大阪市の第二次市域拡張に伴い、北百済村など計44ヶ村は1925年4月1日付で大阪市に編入された。大阪市への編入の際、これまでの村名から取った北百済尋常小学校から、大阪市育和尋常小学校へと改称した。
1934年9月21日の室戸台風では、木造校舎が半壊する被害を受けている。
昭和時代初期には地域の宅地化により児童数が増加したため、学校の過密化対策として、1940年に育和・北田辺の両校の校区を再編する形で大阪市桑津尋常小学校（現在の大阪市立桑津小学校）が新設された。これに伴い桑津地区を桑津小学校校区へと変更している。
国民学校令により、1941年に大阪市育和国民学校へと改称した。太平洋戦争の激化により、1944年9月17日より南河内郡富田林町（現在の富田林市）・磯長町（現在の太子町）への学童集団疎開を実施した。1944年時点では3年生以上の児童が対象となっていたが、1945年には対象を1年生以上に広げた。集団疎開は終戦後の1945年10月23日まで続いた。
大阪大空襲では校舎に被害はなかったものの、1945年5月より校舎は戦時接収の対象となり陸軍兵舎へと転用された。
学制改革に伴い、1947年に大阪市立育和小学校となった。一時期新制大阪市立東住吉第二中学校（現在の大阪市立平野中学校）の分校として校舎の一部を貸し出していた時期があった。
1950年のジェーン台風では給食調理室が大破するなどの被害を受けた。また1961年の第2室戸台風では講堂の屋根が飛散する被害を受けた。

### 年表
- 1875年5月 - 第三中学区住吉郡第一区第八番小学校として、住吉郡新在家村に開校。
- 1877年12月 - 住吉郡公立新在家小学校と称する。
- 1883年2月 - 住吉郡公立桑津小学校を合併。
- 1883年4月13日 - この日を学校創立とする。
- 1888年4月1日 - 住吉郡新在家簡易教場となる。
- 1891年4月 - 住吉郡北百済簡易小学校へ改編。
- 1892年4月1日 - 住吉郡北百済尋常小学校に改称。
- 1896年4月1日 - 郡の合併により、東成郡北百済尋常小学校と称する。
- 1925年4月1日 - 北百済村が大阪市に編入したことに伴い、大阪市育和尋常小学校に改称。
- 1934年9月21日 - 室戸台風で校舎倒壊。
- 1940年4月6日 - 従来の校区の一部を、新設の大阪市桑津尋常小学校（現在の大阪市立桑津小学校）の校区へ分離。
- 1941年4月1日 - 国民学校令により、大阪市育和国民学校に改称。
- 1944年9月17日 - 南河内郡富田林町（現在の富田林市）、磯長町（現在の太子町）に集団疎開。
- 1947年4月1日 - 学制改革により大阪市立育和小学校に改称。進学先中学校は大阪市立平野中学校となる。
- 1962年5月1日 - 特殊学級（現・特別支援学級）を設置。
- 1962年10月1日 - 校区変更。従来の大阪市立平野西小学校校区の一部を校区に編入。
- 1963年 - 卒業生の進学先中学校が大阪市立東住吉中学校に変更。
- 1963年5月13日 - 校歌制定。
- 1968年 - 大阪市立白鷺中学校の開校に伴い、卒業生の進学先中学校が白鷺中学校に変更。
- 1971年6月19日 - 校舎火災により6教室焼失。
- 1971年3月22日 - 校区変更。従来の平野西小学校校区の一部を校区に編入。
- 1974年7月22日 - 東住吉区・平野区の分区に伴い校区変更。従来の平野西小学校校区の一部を校区に編入。
- 1979年1月19日 - 交通安全優良校として全国表彰を受ける。
- 2002年10月17日 - 学校給食優良校として、文部科学大臣表彰を受ける。
- 2004年 - 学校ビオトープが完成。
- 2007年 - 文部科学省より、栄養教諭の実践モデル校に指定される。

## 通学区域
- 大阪市東住吉区 今川1丁目-3丁目・5丁目・6丁目、今川8丁目1-7番、今林1丁目-4丁目、杭全1丁目-8丁目。

卒業生は大阪市立白鷺中学校に進学する。

## 出身者
- 宮城まり子 - 歌手・女優・「ねむの木学園」創設者（3年次に転入）[2]
- 刀祢直和 (旧姓 川島直和)- 音楽家・ジャズベーシスト。

## 交通
- 関西本線（大和路線） 東部市場前駅 南へ約500m。
- 大阪シティバス 育和小学校前バス停。